# 액티브 데스크톱
액티브 데스크톱(Active Desktop)은 마이크로소프트 인터넷 익스플로러 4.0의 윈도 데스크톱 업데이트 기능으로 사용자가 HTML 콘텐츠를 몇 가지 다른 기능에 따라 바탕 화면에 추가할 수 있게 도와준다. 이 기능은 윈도우 95 운영 체제에 설치하도록 고안되었다. 윈도우 98 이상의 운영 체제에까지 액티브 데스크톱 기능이 포함되었으나 윈도우 비스타부터는 이 기능을 더 이상 지원하지 않는다.
사용자들은 HTML을 컴퓨터 배경과 독립적으로 크기 조절이 가능한 바탕화면 항목에다 둘 다 추가할 수 있다. 온라인에서 사용할 수 있는 항목은 정기적으로 업데이트되며 동기화되므로 사용자들은 브라우저를 통해 웹사이트를 방문하지 않더라도 자동으로 업데이트되는 것을 확인할 수 있다.
액티브 데스크톱은 마치 사용자의 바탕 화면에 사용자가 바라는 정보를 놓을 수 있도록 하는 데스크톱 위젯 기술처럼 동작한다.
액티브 데스크톱을 사용하지 않으면 메모리를 좀 더 줄이고 메모리가 낮은 개인용 컴퓨터의 성능을 개선할 수 있다. 윈도의 디스플레이 속성 대화 상자에는 이러한 기능을 수행하는 체크 상자가 있다.
트윅UI에서 액티브 데스크톱을 완전하게 끄거나 이에 대한 변경을 허용하지 않도록 설정할 수도 있다.

## 역사
마이크로소프트사가 액티브 데스크톱을 도입함으로써 포인트캐스트사가 주도한, 또 수명이 길지 않았던 푸시 기술에 대한 기회를 노리는 것으로 눈길을 끌었다. 액티브 데스크톱은 사용자 컴퓨터 바탕 화면에 수많은 채널을 놓으면서 웹 브라우저를 열지 않고도 뉴스, 헤드라인, 주식과 같이 계속적으로 업데이트되는 정보를 제공하였다.
액티브 데스크톱은 업그레이드 설치 기간 동안 사용자에게 제공된 윈도 데스크톱 업데이트의 옵션 기능으로서 윈도우 95, 윈도 NT 4.0을 위한 인터넷 익스플로러 4.0을 공개한 1997년에 처음 선을 보였다. 윈도 데스크톱 업데이트가 흔히 액티브 데스크톱 자체로 불렸으나,
윈도 데스크톱 업데이트는 원래 v4.0에서 v4.71/4.72로의 전반적인 윈도 셸 업그레이드이며 윈도 인터페이스에 수많은 변화를 가져왔고 당시 공개되지 않았던 윈도우 98과 거의 구별하지 못할 만큼의 기능과 모습을 제공하였다. 또한 대문자 파일 이름을 허용하는 옵션, 한 번 클릭으로 파일 선택 항목을 추적하도록 설정할 수 있는 기능, 폴더마다 사용자가 원하는 대로 설정할 수 있는 기능, 시작 메뉴 옆에 있는 작업 표시줄의 빠른 실행, 정렬되지 않은 항목을 드래그 앤 드롭하고 환경 메뉴에서 파일 이름 변경 등을 위해 마우스 오른쪽 클릭을 허용하는, 업그레이드된 시작 메뉴를 제공한다. 이러한 업데이트를 통해, 윈도 탐색기는 드디어 주소 표시줄의 기능을 갖추게 되었다. 여기에서 인터넷 주소를 입력하면 인터넷 익스플로러처럼 주소를 탐색할 수 있다.

## 이후 행보
윈도우 비스타는 바탕 화면에 구성 요소를 추가하는 윈도 사이드바로 액티브 데스크톱을 대체하였다. 이 기능은 윈도우 7에서 윈도우 데스크톱 가젯으로 이름이 바뀌었으며 윈도우 8에서는 제거되었다. 액티브 데스크톱을 지원하는 가장 최근의 마이크로소프트 운영 체제는 윈도우 서버 2003 R2 32비트이다. 윈도우 XP 64비트 버전은 액티브 데스크톱을 지원하지 않는 듯하나 웹 페이지와 마이크로소프트 채널 정의 포맷 (CDF)의 채널을 바탕 화면에 보여 주는 옵션은 제공한다.
HTML 표시 기능은 이제 원래의 컴퓨터 배경을 만들고 바탕 화면에 찾기 상자를 추가하는 데에 주로 사용된다. 이를테면, 사용자는 다음의 코드를 이용해 위키백과의 찾기 상자를 바탕 화면에 넣을 수 있다:
```
<
form

    
action
=
"http://ko.wikipedia.org/wiki/특수:Search"

    
id
=
"searchform"

    
name
=
"searchform"
>

  
<
input

      
accesskey
=
"f"

      
id
=
"searchInput"

      
name
=
"search"

      
type
=
"text"

      
value
=
""
 
/>

  
<
input

      
id
=
"searchGoButton"

      
name
=
"go"

      
type
=
"submit"

      
value
=
"Go"
 
/>

</
form
>

```

## 같이 보기
- 액티브 채널